# Sáva Neruda

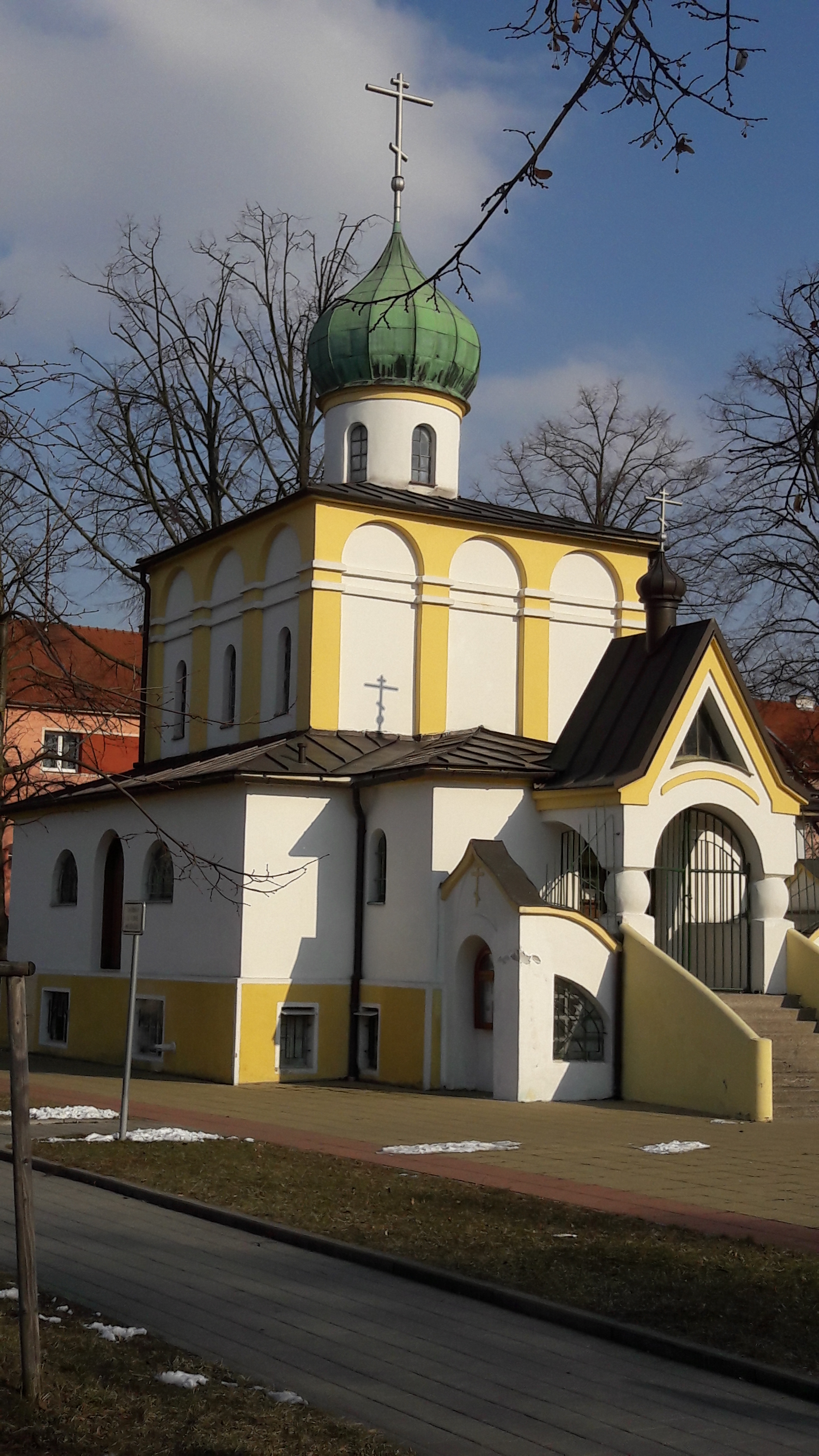
Pravoslavný chrám sv. Cyrila a Metoděje v Kroměříži, ve kterém Sáva Neruda duchovensky vypomáhal v letech 1966–1967.

Sáva Josef Neruda (5. listopadu 1898, Ostopovice – 16. listopadu 1989, Smrček) byl český učitel, pravoslavný duchovní, za druhé světové války kolaborant s nacistickým režimem. V závěru života přijal mnišství a dožil jako poustevník.

## Život

### Mládí
Narodil se do rodiny bankovního zřízence, který sympatizoval s myšlenkou panslavismu a svého syna v dětství přiměl, aby se naučil srbsky. Mladý Josef Neruda vstudoval učitelský ústav a od roku 1919 působil jako učitel postupně na několika venkovských školách na jihu Moravy. Vstoupil do Československé církve, na které jej oslovovalo její počáteční pravoslavné směřování. V roce 1924 následoval biskupa Gorazda na odchodu do České náboženské obce pravoslavné. V této době se také naučil církevní slovanštinu. K praxi biskupa Gorazda ovšem měl jisté výhrady – nelíbily se mu Gorazdovy snahy uzpůsobit pravoslaví pro dobové české poměry. Sám se věnoval překladům liturgických textů do češtiny. V září 1924 jej v praze biskup Savvatij (Vrabec) vysvětil na kněze. Neruda se následně vrátil na rodnou Moravu a ujal se duchovní správy v Pravoslavné církevní obci v Dolních Kounicích. Zde dokázal v krátkém čase s věřícími vystavět chrám, založil pro doprovázení bohoslužeb pěvecký sbor a jako katecheta pravoslavného náboženství začal působit na školách v Dolních Kounicích, Moravských Bránicích a Nových Bránicích. Krátký čas působil také v dolnokounickém Sokole jako vzdělavatel.

### Kolaborace
Pro postupně se u něj objevivší sympatie k fašismu byl po poměrně krátké době ze Sokola vyloučen. Díky svým postojům nicméně byl v roce 1940 na dolnokounické škole ustanoven ředitelem. Díky tomu dokonce nějaký čas uvažoval o odchodu z duchovenské služby. Po realizaci operace Anthropoid (zabití protektora Heydricha) napsal dne 24. června 1942 (šest dní po statečném boji parašutistů v pražské pravoslavné katedrále) na Ministerstvo školství a národní osvěty dopis, ve kterém odsoudil zabití Heydricha a distancoval se jménem svým a svých farníků od biskupa Gorazda a katedrálních duchovních Čikla a Petřka. Biskupa Gorazda označil za benešovce a za černou ovci duchovenstva. Tato nenávist byla zřejmě projevem Nerudova osobního zaujetí proti vlastnímu biskupovi, pramenící ze skutečnosti, že jeho přítel a někdejší blízký spolupracovník, kněz Josef Žídek, po názorovém střetu s vladykou Gorazdem vystoupil v roce 1938 z pravoslavné církve. S touto osobní ztrátou se Neruda zřejmě nedokázal vyrovnat a v nové situaci kolem ukrývání parašutistů viděl vhodnou příležitost se vůči Gorazdovi vymezit. V září téhož roku pak asistoval při úředním zapečetění a vykradení dolnokounického chrámu. V rámci nacistického zákazu pravoslavné církve byl uvězněn. Po pouhých třech dnech byl propuštěn s podmínkou, že se nebude pokoušet o duchovenskou činnost a bude se věnovat pouze svému civilnímu zaměstnání. Jako ředitel školy tedy pokračoval v pronacistickém působení na učitelský sbor a na žáky. Koncem roku 1942 se přihlásil k německé národnosti a požádal o říšské občanství. To mu bylo uděleno 22. července 1944. V návaznosti na to byl povolán k výkonu vojenské služby do Wehrmachtu, kam ochotně nastoupil (šlo spíše o jakési cvičení, absolvoval je od 10. prosince 1944 do 5. ledna 1945 ve Würzburgu). Nedlouho po návratu usiloval o lépe situované učitelské místo v Brně. V žádosti použil epizodickou službu u Wehrmachtu jako jeden z argumentů, proč by na toto místo měl být vybrán právě on. Neuspěl však, a zůstal na škole dolnokounické.

### Osudy po válce
Dne 10. května 1945 byl Neruda zatčen a dopraven do zajišťovací vazby. Jeho případ projednala na církevní rovině eparchiální rada pražské eparchie (moravská eparchie, dnešní olomoucko-brněnská, vznikla až v roce 1949) 21. června 1945. Nerudovo počínání za okupace odsoudila a deklarovala jeho okamžitou suspendaci, tedy postavení mimo službu (ve stejném prohlášení byl eparchiální radou odsouzen a suspendován další kolaborující kněz Alois Václav Šnoflák). Dolnokounická církevní obec vydala prohlášení, ve kterém jej označila za zrádce českého národa a jako svého kněze se ho zřekla. Neruda v srpnu téhož roku požádal o vydání Osvědčení o národní spolehlivosti (což vzhledem k jeho činnosti za okupace byla přinejmenším drzost). To mu ovšem bylo obratem z pochopitelných důvodů zamítnuto. Po zvážení svých dalších vyhlídek požádal o zařazení do odsunu z Československa do Německa. To mu ovšem bylo rovněž zamítnuto.
Nerudova manželka, která zůstávala na svobodě, se vehementně snažila ve prospěch svého manžela intervenovat, dokonce se za tím účelem de facto pokusila zneužít památku za války popraveného biskupa Gorazda. V jednom svém písemném prohlášení totiž uvedla, že biskup se měl před útokem na Heydricha jejího manžela dotazovat, zda by nebyl schopen poskytnout úkryt parašutistům, kteří se chystali k akci proti protektorovi. Tomuto jejímu tvrzení ovšem státní orgány neuvěřily, mimo jiné i proto, že bylo známo, že biskup Gorazd se o parašutistech, ukrytých v katedrále, dozvěděl až několik dní po útoku na protektora. Další uváděný argument, že Neruda v letech 1942–1945 pokračoval přes zákaz ve sloužení pravoslavných bohoslužeb pro hrstečku nejvěrnějších věřících mohl být sice pravdivý, ale nikdy nebyl zcela prokázán.
Neruda byl v závěru roku 1946 odsouzen za propagaci a podporu nacistického a fašistického hnutí v době zvýšeného ohrožení republiky k patnácti letům vězení. Zároveň mu byl zabaven všechen majetek a na 15 let ztratil občanská práva. Část trestu prožil v pracovních táborech na Jáchymovsku. V průběhu výkonu trestu opakovaně žádal bezúspěšně o podmínečné propuštění. Toho se dočkal až v roce 1954. Na nějaký čas odešel na Slovensko, kde pracoval v Mototechně v Žilině. Posléze se vrátil na Moravu a až do odchodu do důchodu pracoval jako pomocná síla na státním statku v Dolních Kounicích. Duchovenskou službu konat nesměl, a lze říci, že orgány místní pravoslavné církve s ním řadu let ani nechtěly mít příliš společného. V roce 1960 odešel do důchodu a začal se opět sbližovat s církví.

### Závěr života
V roce 1966 církevní orgány souhlasily s návratem Josefa Nerudy do služby a byl mu vyjednán státní souhlas. Následně byl Neruda ustanoven pomocným duchovním pro církevní obec v Kroměříži. V roce 1967 ovdověl. Následujícího roku byl přeložen do Opavy, kde si velmi rychle získal oblibu u věřících. Vzhledem k potřebě nelézt lépe vyhovující a důstojné prostory pro konání bohoslužeb, vyjednal zapůjčení římskokatolického kostelíka sv. Alžběty (který pak pravoslavní používali k bohoslužbám až do roku 2013). V roce 1968 také Neruda přijal mnišský postřih. Ten vykonal metropolita Dorotej (Filip) v kapli metropolitního úřadu v Praze a udělil mu při něm mnišské jméno Sáva. Za duchovníka (tj. za zpovědníka a duchovního rádce) určil novému mnichovi archimandritu Andreje Kolomackého z Rumburka. V promluvě při obřadu postřižení nicméně metropolita udělal několik narážek na Nerudovy problematické postoje za okupace a zvláště na ostudné zřeknutí se biskupa Gorazda a jeho druhů. Na duchovenský odpočinek odešel Neruda v roce 1986. Dožil v malém domku v malé vesničce Smrček poblíž městečka Nedvědice na západní Moravě, ve kterém žil poustevnickým způsobem života.
V roce 1987 byl svatořečen nacisty popravený biskup Gorazd. Proti jeho svatořečení se Neruda pokusil vystoupit, sepsal za tím účelem dokonce spisek, založený na svérázné interpretaci písemné pozůstalosti po bývalém knězi Josefu Žídkovi. Zřejmě i kvůli této jeho snaze pak v říjnu následujícího roku tehdejší olomoucko-brněnský biskup Kryštof (Pulec) chtěl pro církev definitivně vyřešit Nerudovu problematickou minulost a averzi vůči svatořečenému biskupovi. Neruda musel sepsat prohlášení, ve kterém deklaroval, že proti biskupu Gorazdovi nikdy osobně nic neměl, že vítá jeho svatořečení a toto svatořečení že také plně uznává. K sepsání prohlášení došlo před svědky na pravoslavné faře v Brně 2. října 1988. Následujícího roku Neruda ve své poustevně ve Smrčku zemřel na zápal plic. Pohřben byl v rodinném hrobě ve Strážnici. Pohřební obřady vykonal biskup Kryštof (Pulec) s osmi dalšími duchovními.

### Vlastní spisy
- Trnitá cesta slovanských apoštolů
- Cyrilometodějská idea
- Mistr Jan Hus v pravoslavném pojetí
- Svatý Sergij Radoněžský
- Život našeho Pána Ježíše Krista (vydáno posmrtně v r. 1991)

### Překlady

#### Biblické překlady
Pravoslavnému chrámu sv. Vladimíra v Mariánských Lázních věnoval evangeliář s vlastním překladem biblického textu, který navíc sám i vyzdobil.

#### Liturgické texty
Přeložil velké množství liturgických textů v jejich tradiční podobě (což bylo projevem jeho nesouhlasu s praxí biskupa Gorazda, který v rámci úprav liturgických textů pro soudobé poměry některé texty například zkracoval, či jinak upravoval). Přeložil Žaltář, Časoslov, Treby (2 díly), Irmologion a další. Sám biskup Gorazd, ač zastával jinou koncepci, Nerudovo dílo překladatelské za svého života oceňoval, což svědčí o tom, že dokázal ocenit i lidí, kteří s ním nesouhlasili. O to smutnější byly později Nerudovy odsudky na jeho adresu. Většina Nerudových překladů byla později převezena na Slovensko a uložena v knihovně Pravoslavné bohoslovecké fakulty v Prešově. V polovině 90. let se v církevním tisku objevil požadavek, aby Nerudovy liturgické překlady byly vráceny do České republiky a uloženy v knihovně tehdejšího detašovaného pracoviště prešovské teologické fakulty, které působilo v Olomouci. Tento požadavek však zůstal osamoceným hlasem a překlady zůstaly na Slovensku.

#### Spisy starých církevních autorů
- sv. Jan Lestvičník: Žebřík do ráje
- sv. Teognost: O kněžství

#### Spisy dalších pravoslavných autorů
- Hvězdy církve
- Lazar Mirkovič: Liturgika
- Nikolaj Velimirovič: Modlitby na jezeře